# Lauschprojekt
Lauschprojekt (chinesisch 觅音计划, Pinyin Mìyīn Jìhuà) ist der irreführende Arbeitstitel eines vom chinesischen Qian-Xuesen-Labor für Weltraumtechnologie koordinierten Projekts zur Erkundung von potentiell bewohnbaren Exoplaneten bis in eine Entfernung von 65 Lichtjahren mit einem optischen Interferometer, das aus vier kleinen Spiegelteleskopen besteht. Diese Teleskope kreisen in einem Abstand von 200 m in Formation rund um einen zentralen Kollektorsatelliten in einem Halo-Orbit von 150.000 km Durchmesser um den Lagrange-Punkt L2 des Sonne-Erde-Systems. Die Satelliten sollen ab 2030 gestartet werden.

## Geschichte
Anfang der 2000er Jahre hatten die Europäische Weltraumorganisation und die NASA mit Darwin bzw. Terrestrial Planet Finder zwei aus mehreren, in einer Formation um den Lagrange-Punkt L2 des Sonne-Erde-Systems kreisenden Infrarot-Teleskopen bestehende Observatorien diskutiert, die nach dem Prinzip des Nulling-Interferometers arbeiten und nach Exoplaneten suchen sollten. Beide Projekte wurden aus Geldmangel noch in der Entwicklungsphase eingestellt.
Das chinesische „Lauschprojekt zur Suche nach bewohnbaren Planeten“ (“觅音”宜居行星搜寻计划) wurde ursprünglich an der Fakultät für Weltraumwissenschaft und -technologie der Universität für Elektrotechnik und Elektronik Xi’an unter ihrer Dekanin Li Xiaoping (李小平 * 1961) konzipiert, die dort auch Leiterin des Schwerpunktlabors des Bildungsministeriums für die Brauchbarkeit von Geräten unter extremen Umweltbedingungen ist, das wiederum mit dem Qian-Xuesen-Labor für Weltraumtechnologie zusammenarbeitet, dem Innovationszentrum der Chinesischen Akademie für Weltraumtechnologie.
Anders als der aus dem Ci-Gedicht „Sehnsucht“ (长相思) des Song-zeitlichen Dichters Chen Dongfu (陈东甫) entnommene Name vermuten lässt, handelt es sich bei dem Projekt nicht um eine Suche nach extraterrestrischer Intelligenz durch Abhören von Radiowellen, sondern ebenfalls um optische Beobachtung von Exoplaneten im Infrarotbereich. Es geht bei dem Projekt explizit nicht um die Suche nach bereits bewohnten Planeten, sondern um die Beobachtung von prinzipiell besiedelbaren Exoplaneten und anderen Himmelskörpern in fremden Sonnensystemen, protoplanetaren Scheiben und aktiven Galaxienkernen.
Seit 2021 wird in englischsprachigen Publikationen daher auch das gleich ausgesprochene Akronym MEAYIN für Multiple-spacecraft Exoplanet Aperture-sYnthetic INterferometer verwendet.
Die treibende Kraft hinter dem Projekt ist der Nachrichtentechnik-Ingenieur Bao Weimin, der nach seinem Studium an der damaligen Akademie für Nachrichtentechnik Nordwestchinas in Xi’an und seiner aktiven Zeit als Chefkonstrukteur bei der Chinesischen Akademie für Trägerraketentechnologie Vorsitzender des Wissenschaftsrats des Qian-Xuesen-Labors und Aufsichtsratsvorsitzender der China Aerospace Science and Technology Corporation (CASC) geworden war, dem Konzern, zu dem beide Einrichtungen gehören.
Bao erwirkte 2018 beim Staatsrat der Volksrepublik China die Genehmigung, mit den konkreten Vorbereitungen für das Projekt zu beginnen.
Im Mai 2018 fand in Peking die erste Expertentagung zum Lauschprojekt statt.
Am 3. Dezember 2018 wurde mit Unterstützung der CASC an der Universität für Elektrotechnik und Elektronik Xi’an das interdisziplinäre Zentrum für transfinite Wahrnehmung gegründet. Auch hier ist die Bezeichnung irreführend. Das Zentrum befasst sich nicht mit transfiniter Arithmetik, sondern mit auf das Lauschprojekt anwendbarer Grundlagenforschung auf den Gebieten Kybernetik, Dynamik, präzise Ortsbestimmung von Raumflugkörpern und intelligente Werkstoffe. Zu gleichberechtigten Chefwissenschaftlern des Zentrums wurden Bao Weimin und die Physikerin Zheng Xiaojing ernannt, 2012–2017 Rektorin der Universität.
Am 1. März 2019 wurde das Lauschprojekt auf einer Konferenz an der Universität für Elektrotechnik und Elektronik einer breiteren Öffentlichkeit vorgestellt. Nun waren auch die Nationalen Astronomische Observatorien der Chinesischen Akademie der Wissenschaften in das Projekt eingebunden, wo der Astrophysiker Wu Xiangping (武向平, * 1961), der ebenfalls an der Akademie für Nachrichtentechnik Nordwestchinas studiert hatte, zum Chefwissenschaftler für das Lauschprojekt ernannt wurde.
Gut zwei Wochen später, am 19. März 2019, wurden am Qian-Xuesen-Labor das Forschungszentrum für die Erkundung von Exoplaneten und die Akademikerwerkstatt für die Erkundung von Exoplaneten gegründet. Chefwissenschaftlerin des Forschungszentrums und Leiterin der Akademikerwerkstatt wurde Zheng Xiaojing.
Neben der Universität für Elektrotechnik und Elektronik, dem Qian-Xuesen-Labor und den Nationalen Astronomischen Observatorien, die mit Zheng Xiaojing, Bao Weimin und Wu Xiangping die drei Chefwissenschaftler stellen, ist an dem Projekt auch das Forschungsinstitut für weltraumbezogenen Maschinenbau und Elektrotechnik Peking beteiligt, besser bekannt als „Institut 508“, eine Einrichtung der Chinesischen Akademie für Weltraumtechnologie. Außerdem waren von Anfang an die Universität Nanjing sowie das Xi’aner und das Shanghaier Institut für Optik und Feinmechanik der Chinesischen Akademie der Wissenschaften dabei. Später kam noch das an der Fakultät für Raumfahrttechnik (宇航学院) der Technischen Universität Peking angesiedelte Schwerpunktlabor des Ministeriums für Industrie und Informationstechnik für autonome Navigation und Steuerung im Tiefraum (深空自主导航与控制工信部重点实验) hinzu.
Das Forschungszentrum und die Akademikerwerkstatt am Qian-Xuesen-Labor haben die Aufgabe, die Arbeit der beteiligten Institutionen zu koordinieren. Hierbei dient die Akademikerwerkstatt als Führungsgruppe, die das Lauschprojekt auf höchster Ebene vorantreibt, die einzelnen Unterprojekte definiert und die finanziellen Mittel dafür organisiert. Die Gelder kommen seit 2019 aus dem Fonds für Nationale Schwerpunktprojekte in Forschung und Entwicklung (国家重点研发计划),
seit 2020 auch von der Nationalen Stiftung für Naturwissenschaften. Außerdem ist die Akademikerwerkstatt dafür zuständig, dass alle Beteiligten Zugriff auf alle Daten haben, ebenso wie für die Veröffentlichung von Zwischenergebnissen. Über die Akademikerwerkstatt soll neben erfahrenen Professoren auch Jungakademikern und ausländischen Wissenschaftlern die Gelegenheit zur Mitarbeit geboten werden.
Nach einer Inspektion der bereits vorhandenen Einrichtungen am 22. Mai 2019 genehmigte das Ministerium für Wissenschaft und Technologie der Provinz Shaanxi im Juli 2020 einen Antrag der Universität für Elektrotechnik und Elektronik Xi’an, zusätzlich zum Zentrum für transfinite Wahrnehmung am Institut für Messwesen (仪器科学与技术学科) der Fakultät für Mechatronik das Schwerpunktlabor der Provinz Shaanxi für transfinite Weltraumerkundung einzurichten.
Unter dem Dach des Schwerpunktlabors wurden anschließend mit der Akademie für Weltraumkommunikation und der FutureSpace Akademie (未来宇航研究院), einer Organisation für kommerzielle Raumfahrt, gemeinsame Labors eingerichtet. Die Leitung des Schwerpunktlabors übernahmen wieder Zheng Xiaojing und Bao Weimin, vier Arbeitsgebiete wurden definiert:
- Wirkung der Umweltbedingungen im Tiefraum auf die Geräte
- Dynamik der Sensorplattform
- Beibehaltung einer stabilen Formation der Satelliten
- Optische Bildgebungsverfahren für Objekte jenseits des Sonnensystems[27]

## Konzept
Beim Lauschprojekt hat man sich zum Ziel gesetzt, potentiell bewohnbare Exoplaneten in der Nähe des Sonnensystems zu finden und zu untersuchen, wobei als „Nähe“ der Bereich bis in eine Entfernung von 65 Lichtjahren definiert wurde. Zur Einordnung: Proxima Centauri b, der nächstgelegene erdähnliche Planet, ist 4,2 Lichtjahre entfernt. Um sinnvolle Beobachtungen machen zu können, muss das Observatorium folgende Bedingungen erfüllen:
- Eine räumlichen Auflösung von mindestens 0,01 Winkelsekunden.[3] Bei einem 30 Lichtjahre entfernten Stern wäre ein in einer lebensfreundlichen Entfernung von 1 AE um seine Sonne kreisender Planet 0,1 Winkelsekunden von besagter Sonne entfernt, bei einer Auflösung von 0,01 Winkelsekunden könnte man die reine Existenz eines Exoplaneten bis in eine Entfernung von 300 Lichtjahren nachweisen.[28]
- Hoher Kontrastumfang. Im mittleren Infrarotbereich beträgt der Helligkeitsunterschied zwischen Planeten und Sternen mindestens sieben Größenordnungen.
- Hohe Empfindlichkeit. Die Helligkeit eines Planeten im Beobachtungsbereich beträgt weniger als 3 Photonen/Sekunde/m².
- Großer Spektralbereich. Die Beobachtung soll im mittleren Infrarotlicht bei 1 – 13 μm erfolgen. Dieser Spektralbereich wurde gewählt, weil er jenseits des sichtbaren Licht eines sonnenähnlichen Sterns (0,4 – 0,8 μm) liegt, welches das reflektierte Licht eines erdähnlichen Planeten um den Faktor 1010 überstrahlen würde.[28]

Die räumliche Auflösung eines Interferometers wird bestimmt durch die Genauigkeit, mit der die Länge des Lichtpfads geregelt werden kann, den Abstand der Satelliten und die Rechenzeit. Für die geforderte Auflösung von 0,01 Winkelsekunden wäre ein Abstand von 100 – 300 m nötig. Unter Berücksichtigung der technischen Machbarkeit einigte man sich auf 200 m. Ursprünglich dachte man an eine Tetraeder-Formation aus drei Teleskopsatelliten und einem Kollektorsatelliten, dann entschied man sich jedoch für vier Teleskopsatelliten, um das Licht von zwei eigenständigen Interferometern überlagern zu können. Die Ausrichtung der Teleskopsatelliten wird vom Kollektorsatelliten aus gesteuert.
Halo-Orbits sind inhärent instabil und erfordern alle drei bis vier Monate ein Bahnkorrekturmanöver. Um den Treibstoffverbrauch zu minimieren, wählte man für die Umlaufbahn des Observatoriums um den Lagrange-Punkt L2 des Sonne-Erde-Systems einen Durchmesser von 150.000 km. Zum Vergleich: der Halo-Orbit des Relaissatelliten Elsternbrücke um den L2-Punkt des Mondes hat einen Durchmesser von 13.000 km, der Halo-Orbit des Solar and Heliospheric Observatory um den L1-Punkt der Erde hat einen Durchmesser von 1.200.000 km.

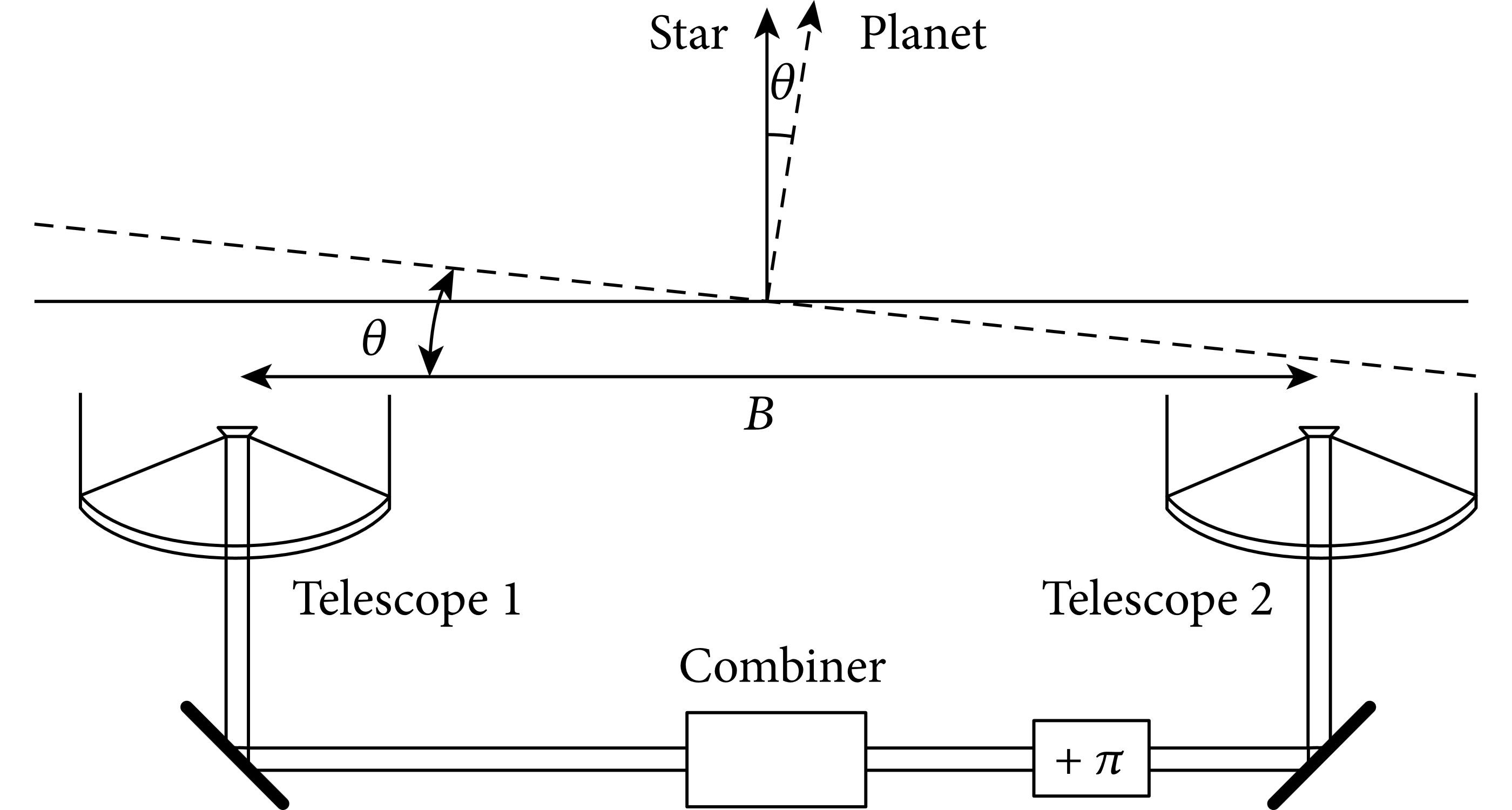
Nulling-Interferometer

Bei regulären Interferometern wie dem Very Large Telescope des Paranal-Observatoriums wird das Licht mehrerer Teleskope so überlagert, dass sich die Signale für das Zielobjekt verstärken. Hierfür dürfen sich die Laufbahnen der von unterschiedlichen Teilen des Interferometers kommenden Lichtsignale nur um weniger als die Kohärenzlänge unterscheiden. Bei einem Nulling-Interferometer wird dagegen in einem Lichtpfad absichtlich eine Phasenverschiebung von einer halben Wellenlänge ({\displaystyle \pi }) des Sternlichts erzeugt. Dadurch löschen sich die Wellen des Sternlichts gegenseitig aus. Die Auslöschung gilt nicht für Objekte in der Nähe des anvisierten Sterns, deren Licht einen anderen, von der optischen Hauptachse etwas abweichenden Weg durchlaufen hat und daher eine andere Verschiebung aufweist.
Die sogenannte „Nullungstiefe“, also das Verhältnis von übrigbleibendem Sternlicht zum vom Planeten reflektierten Licht, ist ein Maß für die je nach Abstand des Planeten vom Stern unterschiedliche Lichtunterdrückung.
Beim Lauschprojekt will man nun im zentralen Kollektorsatelliten das auf diesen gelenkte Licht von vier Teleskopen über ein Spiegelsystem so kombinieren, dass jeweils zwei Teleskope ein Nulling-Interferometer bilden. Die in beiden Interferometern gewonnenen, überlagerten Lichtstrahlen werden in einem weiteren Schritt miteinander überlagert. Dadurch lässt sich die Nullungstiefe im Vergleich zu einem aus nur zwei Teleskopen bestehenden Observatorium um drei Größenordnungen verbessern.

## Teleskopsatelliten

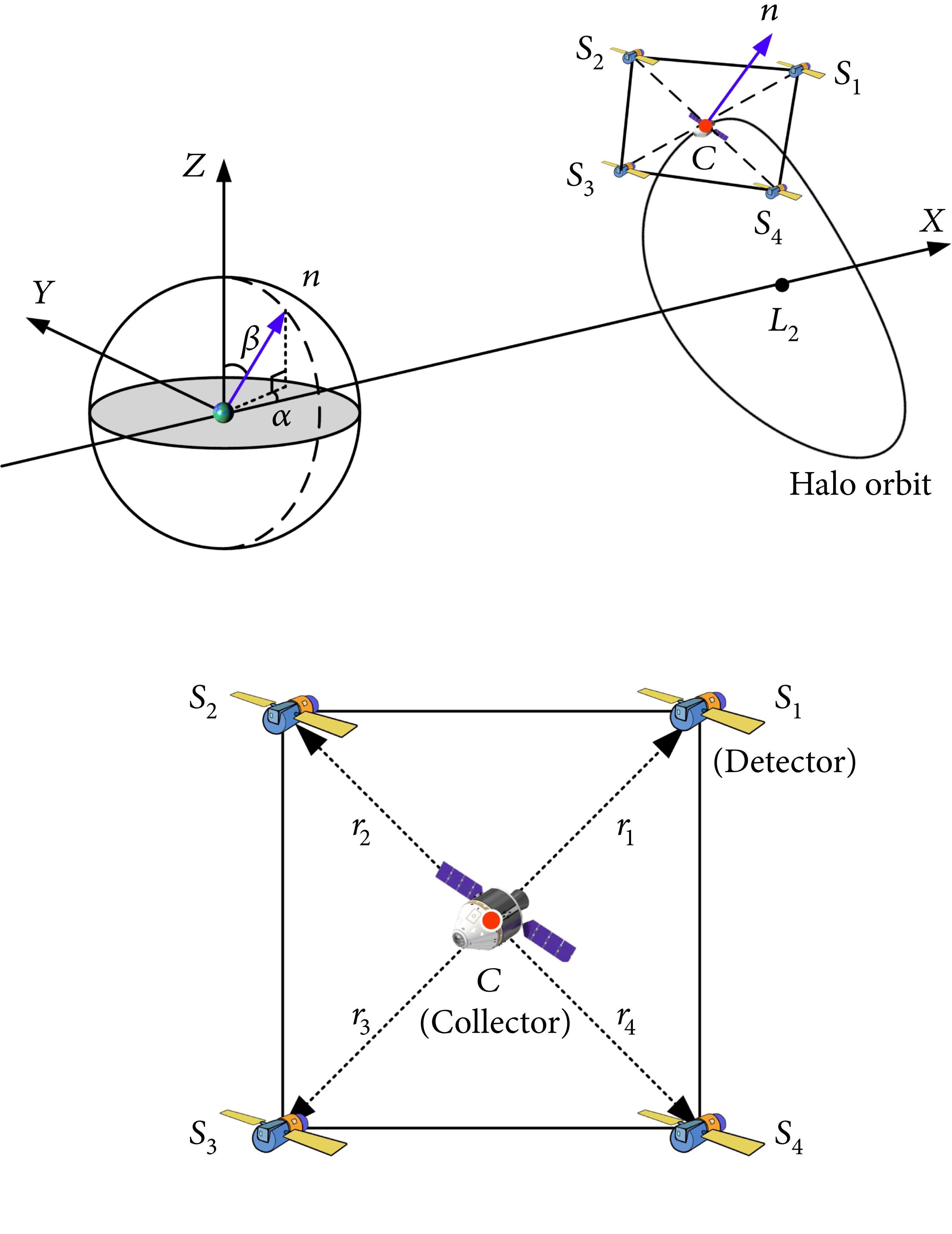
Betriebsorbit (Satelliten symbolisch)

Die vier Teleskopsatelliten bestehen aus jeweils einem würfelförmigen Bus von 2 m Kantenlänge, der Solarmodule für die Stromversorgung sowie Triebwerke für die Bahnkorrekturmanöver und die Ausrichtung der Satelliten besitzt. Die Geschwindigkeitsänderungen der zusammen mit dem optischen System jeweils 500 kg schweren Satelliten während des Flugs zum L2-Punkt und bei den Bahnkorrekturmanöver in ihrem Betriebsorbit betragen weniger als 1,6 km/s. Der Abstand der Satelliten zueinander muss mit einer Genauigkeit von 10 cm eingehalten werden. Das optische System auf der oberen, den Triebwerken gegenüberliegenden Seite des Gehäuses, wo auch der Sonnenschild (siehe unten) befestigt ist, muss seine Position mit einer Genauigkeit von 1 mm halten. Die optische Hauptachse, also die „Blickrichtung“ des Teleskops, muss mit einer Genauigkeit von 0,1 Winkelsekunden ausgerichtet werden. Die Hauptachse der Teleskopsatelliten liegt in der Regel parallel zur Achse Erde-Sonne, muss aber auf Wunsch der Astronomen um ±20° aus der Ebene der Ekliptik geschwenkt werden können.
Die Teleskopsatelliten sind im Prinzip ähnlich aufgebaut wie der 450 kg schwere Relaissatellit Elsternbrücke. An Stelle der Parabolantenne sind sie mit einem Hauptspiegel von 2 m Durchmesser ausgerüstet (genauso groß wie der Hauptspiegel des Xuntian-Teleskops), über dem, von drei Streben getragen, in einem Abstand von 4,27 m der Fangspiegel mit einem Durchmesser von 33 cm exzentrisch montiert ist. Anders als bei einem Cassegrain-Teleskop wird hier das vom Fangspiegel reflektierte Licht nicht durch eine zentrale Öffnung im Hauptspiegel geleitet, sondern nach dem Schiefspiegler-Prinzip am Teleskopsatelliten vorbei auf den zentralen Kollektorsatelliten.
Die scheinbare Helligkeit der zu beobachtenden Exoplaneten liegt bei weit über 20 mag (ist also sehr niedrig), wodurch von außerhalb des Sichtfelds einfallendes Streulicht einen beträchtlichen Störfaktor darstellen würde. Außerdem muss verhindert werden, dass sich die Stützstreben des Fangspiegels durch Sonnenbestrahlung erwärmen und verziehen – die Wärmestromdichte am L2-Punkt des Sonne-Erde-Systems beträgt 1296 W/m². Da der Beobachtungsbereich von 1 – 13 μm etwa 300 K, also Raumtemperatur, entspricht, muss das Teleskop sehr kalt gehalten werden, um diesbezügliche Störungen zu verhindern.
Daher sind die Teleskopsatelliten mit einem zweilagigen Sonnenschild aus beschichteter Polyimid-Folie versehen, der im Weltall Origami-artig entfaltet wird. Durch die Anforderungen an die Schwenkbarkeit ergibt sich ein Durchmesser des Sonnenschilds von 5,8 m. An den Ecken einer sechseckigen Grundfläche von 1,6 m Seitenlänge sind mit nach dem Prinzip des Stahlmaßbandes funktionierenden Scharnieren aus zwei parallel verlaufenden Metallstreifen jeweils zwei 2 m lange, innen hohle und aus kohlenstofffaserverstärktem Kunststoff gefertigte Streben mit quadratischem Querschnitt befestigt. Auf der Ober- und auf der Unterseite der Streben ist jeweils eine Polyimid-Folie festgeklebt. Beim Start sind die Streben nach oben geklappt, der zusammengefaltete Sonnenschild schließt den Satellitenbus wie die Blütenblätter einer Knospe in sich ein. Während des Flugs zum L2-Punkt werden die Streben entriegelt. Sie klappen strahlenförmig vom Bus weg. Jeweils zwei Streben spannen zwischen sich ein Rechteck von 1,6 × 2 m auf. Zwischen jeweils zwei Rechtecken befindet sich ein keilförmiges Segment, das ursprünglich dreimal gefaltet war: in der Mitte nach oben, links und rechts davon nach unten.
Polyimid-Folien besitzen eine hohe Zugfestigkeit und eine niedrige Steifigkeit. Das macht sie für Origami-Faltung ideal, wenngleich sichergestellt werden muss, dass durch die Beschleunigungen beim Start und während des Einschwenkens in den Betriebsorbit keine Risse in dem dünnen Material entstehen. Andererseits sorgt diese Bauweise, und vor allem der Verzicht auf Motoren bei der Entfaltung dafür, dass der Sonnenschild sehr leicht ist und die Satelliten aufgrund ihrer geringen Masse treibstoffsparend manövriert werden können. Polyimide besitzen an sich eine gute Hitze- und UV-Beständigkeit und eine relativ niedrige Durchlässigkeit für Infrarotstrahlung. Dieser Effekt wird durch die zweilagige Konstruktion des Sonnenschilds verstärkt. Wärmestrahlung, die von der äußeren, der Sonne zugewandten Folie in den einige Zentimeter hohen Zwischenraum abgegeben wird, wird von der zweiten Folie reflektiert, dann wieder von der Innenseite der ersten Folie, und so über mehrfache Reflexion nach dem Prinzip des Lichtleiters nach außen ins Weltall abgeführt.

## Zeitplan
Der Vorteil eines aus mehreren, relativ einfachen Einzelsatelliten bestehenden Interferometers ist nicht nur, dass man ein „Fernrohr“ mit einem Linsendurchmesser von 200 m erhält, sondern auch, dass man defekte Satelliten relativ kostengünstig ersetzen kann und zum Start weniger leistungsfähige Raketen benötigt. Bei Bedarf kann das System auch problemlos erweitert werden; bei CASC denkt man an eine zweite Phase mit acht Teleskopsatelliten. Die erste Phase des Lauschprojekts soll in mehreren Schritten durchgeführt werden:
- 2024 will man zunächst mit zwei von CASC aus Eigenmitteln finanzierten Testsatelliten in der Erdumlaufbahn den Formationsflug erproben. Man strebt eine Präzision der Satellitensteuerung im Submilimeterbereich und eine Präzision der Abstandsmessung zwischen den Satelliten im Submikrometerbereich an.[veraltet]
- 2025 soll ein optisches Interferometer mit vier fest montierten Teleskopen und einem Kollektor zur Chinesischen Raumstation gebracht und dort die Steuerung der Phasenverschiebung erprobt werden.
- 2027 soll ein Prototyp des Systems mit vier frei fliegenden Teleskopsatelliten und einem Kollektorsatelliten ins All befördert werden.
- 2030 soll die eigentliche Teleskopkonstellation zum L2-Punkt gebracht werden.[29]